# Nikita Dobronravoff
Nikita Dobronravoff (ryska Никита (Добронравов), civilt namn Oleg S. Dobronravoff), född 1 januari 1962 i Murom, är en rysk-ortodox präst, teolog, hegumen, kyrkohistoriker och specialist på kyrkorätt.

## Biografi
Dobronravoff är sonson till prästen Eugene Dobronravoff i rysk-ortodoxa kyrkan. Hans mor var en gammaltroende. Nikita Dobronravoff tog studentexamen vid Ryska statens humanitära universitet (1995, museologi) och prästkandidatexamen i Moskva på ortodoxa prästseminariet. 1998 tog han teologie kandidatexamen med ett examensarbete om kyrkorätt. Året dessförinnan hade han prästvigts av Kirill, metropoliten av Smolensk och Kaliningrad, samt vigts till hierodiakon och hieromunk ("prästmunk"). Då fick han även tillnamnet Nikita. Åren 2001 till 2005 studerade han på teologiska fakulteten vid Åbo Akademi.

## Publikationer

### på engelska
- Nikita Dobronravoff, hieromonk. Old believers in China 1917-1958. NY., 2007

### på svenska
- Nikita Dobronravoff, hegumen. Historien om översättning av ortodoxa liturgiska texter till svenska. – Åbo. – 2008.
- Nikita Dobronravoff, hegumen. Den ortodoxa kyrkan i Sverige. – Åbo. – 2009.